# Dolby Pro Logic
Dolby Pro Logic es una tecnología de sonido envolvente (surround) diseñada para decodificar pistas de sonido codificadas en Dolby Surround. Dolby Surround fue originalmente desarrollada por los laboratorios Dolby en 1976 para sistemas de sonido analógico para cines como el Dolby A. El formato analógico  fue adaptado para uso doméstico en 1982 como Dolby Surround recientemente sustituido por la nueva tecnología Pro Logic.
Dolby Surround Pro Logic está basado en la tecnología básica Matrix. Cuando se crea una pista de sonido Dolby Surround, se codifican cuatro canales de sonido en canales estéreo ordinarios (2 canales) usando técnicas de cambio de fase. Un decodificador/procesador decodifica el sonido en el original envolvente de 4 canales; los sistemas que no tienen el decodificador reproducen el sonido como estéreo estándar.
A pesar de que el sonido Dolby Surround fue presentado en formato analógico, todos los decodificadores Dolby Digital incorporan un decodificador digital Dolby Surround Pro Logic para las señales digitales que tienen sonido Dolby Surround codificado.

## Dolby Pro Logic II
En el 2000 Dolby introdujo Dolby Pro Logic II (DPL II), una implementación mejorada de Dolby Pro Logic. DPL II procesa cualquier fuente de señal estéreo de alta definición en "5.1"—cinco canales de frecuencia separados (izquierdo, central, derecho, trasero izquierdo y trasero derecho) además de un canal de bajos. Dolby Pro Logic II también decodifica 5.1 a partir de canales estéreo codificados en el tradicional Dolby Sorround de cuatro canales.
DPL II implementa una sensación de sonido muy mejorada comparado con DPL, debido a esto ofrece un campo de sonido excepcionalmente estable que decodifica sonido envolvente de 5.1 canales con un nivel mucho más preciso que el Pro Logic original.
Debido a la naturaleza limitada del DPL original, muchos fabricantes de equipos de audio/vídeo presentaron sus propios circuitos de procesamiento, como los modos de "Jazz", "Sala" o "Estadio" que se encuentran en muchos amplificadores de audio actuales. DPL II abandona este tipo de procesamiento y lo reemplaza con circuitos capaces de producir 5 canales (retroalimentación negativa). Además de los 5 canales de reproducción de rango completo, Pro Logic II presentó un modo de "música" que no añadía ningún procesamiento en los canales derecho e izquierdo, pero que extraía un canal central y dos canales envolventes.
El sistema Pro Logic II también tiene modos especiales para música y videojuegos, y es comúnmente usado en videojuegos para Sony PlayStation 2, Microsoft Xbox y Nintendo GameCube y Wii como alternativa a tecnologías digitales como Dolby Digital.

## Dolby Pro Logic IIx
Un nuevo decodificador que permite convertir las fuentes de sonido estéreo y Dolby Surround (algunas veces llamado Dolby Surround Estéreo) a sonido de 5.1, 6.1 y 7.1 canales.

## Pro Logic Vs. Dolby Surround
Dolby Surround es la contraparte para codificación de la decodificación Dolby Pro Logic, pero las primeras implementaciones caseras del decodificador Dolby Surround fueron llamadas Dolby Surround lo cual dio lugar a confusión. Los decodificadores Dolby Surround y Dolby Pro Logic son similares en principio, debido a que los 2 usan tecnología "Matrix" (Matricial) para extraer canales adicionales de sonido codificado en Estéreo. Sin embargo, Pro Logic usa algoritmos avanzados, superiores a los primeros sistemas Dolby Surround caseros y similar al proceso Dolby Estéreo de cine para, no solo extraer los canales adicionales, sino también para mejorar la sensación del sonido y las diferencias entre los canales.

## Resumen de Dolby Surround
| Decodificador        | Codificador                           | Año                        | Descripción                                                                                         | Canales                           |
| -------------------- | ------------------------------------- | -------------------------- | --------------------------------------------------------------------------------------------------- | --------------------------------- |
|                      | Dolby Analog SR (Spectral Recording)  | 1987                       | Uso en cines                                                                                        |                                   |
|                      | Dolby Surround                        | 1983                       | Primer uso doméstico. Analógico                                                                     |                                   |
| Dolby Pro Logic      |                                       | 1987                       | Dolby Surround mejorado. 4.0                                                                        | FI FD C TraseroMono               |
| Dolby Digital        | Audio Coding 3, o Audio Codec 3 (AC3) | 1992 cines 1995 Laser Disc | Decodificador Pro Logic para entradas digitales estéreo                                             | FI FD C TI TD SUB                 |
| Dolby Digital EX     |                                       | 2000                       | 6.1 (3.er canal surround: BackSurrround) y 7.1                                                      | FI FD C TI TD SUB TraseroMono(x2) |
|                      | Dolby Digital Plus                    |                            | Alta tasa de bits. Actualmente usa 7.1 canales con soporte para más                                 |                                   |
|                      | Dolby TrueHD                          |                            | Codificador sin pérdida para sonido de alta definición. Tasa más alta de bits que DD-Plus           |                                   |
|                      | Dolby Digital Live                    |                            | Codificador 5.1 para juegos                                                                         |                                   |
| Dolby Pro Logic II   |                                       | 2000                       | 5.1 And can also upmix Dolby Surround 4.0                                                           | FI FD C TI TD SUB                 |
| DPL II Movie         |                                       |                            | Decodificador Dolby Surround 5.1 para películas                                                     |                                   |
| DPL II Music         |                                       |                            | Mezclador de sonido estéreo simple a 5.1 de fuentes como CD.                                        | FI FD C TI TD SUB                 |
| DPL II Game          |                                       |                            | Decodificador Dolby Surround 5.1 para juegos                                                        |                                   |
| DPL II Matrix        |                                       |                            | Mezclador de sonido estéreo a envolvente                                                            |                                   |
| DPL IIx              |                                       |                            | Mezclador de sonido mono a 5.1, 6.1 o 7.1 en los modos de Cine, Música, o Juegos.                   | FI FD C TI TD SUB TraseroMono(x2) |
| Jazz, Hall & Stadium |                                       |                            | Decodificadores adicionales implementados por otros fabricantes. Añaden efectos como eco y retardo. |                                   |

## Matrices de Codificación Dolby
| Dolby Surround  | Izquierdo | Derecho | Central | Envolvente |
| --------------- | --------- | ------- | ------- | ---------- |
| Total Izquierdo | 1.000     | 0.000   | 0.707   | j0.707     |
| Total Derecho   | 0.000     | 1.000   | 0.707   | k0.707     |

j = + 90º cambio de fase, k = - 90º cambio de fase
| Dolby Pro Logic | Izquierdo | Derecho | Central | Trasero izquierdo | Trasero derecho |
| --------------- | --------- | ------- | ------- | ----------------- | --------------- |
| Total Izquierdo | 1.000     | 0.000   | 0.707   | j0.707            | j0.707          |
| Total Derecho   | 0.000     | 1.000   | 0.707   | k0.707            | k0.707          |

j = + 90º cambio de fase, k = - 90º cambio de fase
| Dolby Pro Logic II | Izquierdo | Derecho | Central | Trasero izquierdo | Trasero derecho |
| ------------------ | --------- | ------- | ------- | ----------------- | --------------- |
| Total Izquierdo    | 1.000     | 0.000   | 0.707   | j0.8165           | j0.5774         |
| Total Derecho      | 0.000     | 1.000   | 0.707   | k0.5774           | k0.8165         |

j = + 90º cambio de fase, k = - 90º cambio de fase